# Eduard Prchal
Eduard Maxmilián Prchal (1. ledna 1911 Dolní Břežany – 12. prosince 1984, St. Helena, Kalifornie) byl československý pilot. Ve druhé světové válce sloužil jako stíhač ve francouzském a britském letectvu. Později se stal pilotem vojenské dopravní letky pro přepravu významných osobností. Jako jediný přežil havárii jím pilotovaného letounu Liberator, při které zahynul mimo jiné polský generál a politik Władysław Sikorski. Jeho ženou byla zpravodajská důstojnice Dolores Šperková. V roce 1950 se mu s ní a rodinami dvou spolubojovníků z RAF a kolegů z ČSA podařilo uletět dopravním letadlem ČSA do Velké Británie. Roku 1952 emigroval do USA, kde prožil zbytek života.

## Život

### Mládí
Eduard Prchal se narodil v Dolních Břežanech do rodiny truhlářského mistra a majitele pohřebního ústavu. Studoval na reálce v Praze, studium však nedokončil. Poté pracoval jako obchodní zástupce. Roku 1930 nastoupil k prezenční vojenské službě u Leteckého pluku 4 v Praze-Kbelích. Projevil velké pilotní nadání a absolvoval poddůstojnickou školu. Během své služby nalétal přes tisíc letových hodin a postupně prodělal školení a kurzy, které mu umožnily létat na všech typech letounů. Po odchodu do zálohy roku 1937 nastoupil jako obchodní pilot u firmy Baťa, kde nalétal dalších 1200 hodin.

### Za druhé světové války
Po okupaci Československa odešel Prchal v červnu 1939 do Polska a poté lodí do Francie, aby zde vstoupil do řad francouzského letectva. Tam byl přijat až 2. října 1939, po vypuknutí války. Po ukončení operačního výcviku byl v hodnosti rotného koncem prosince 1939 odeslán na frontu. Ve Francii nalétal 60 bojových hodin a dosáhl tří sestřelů. Po porážce Francie se mu 22. června 1940 podařilo odplout do Anglie.
Po svém příjezdu do Velké Británie byl ihned přijat do RAF a přidělen k 310. československé stíhací peruti. Během bitvy o Británii dosáhl dalších tří sestřelů. Na jaře 1941 nastoupil jako instruktor k výcvikové jednotce. Až do června 1942 také létal u několika nočních stíhacích perutí, včetně 68. peruti. Poté nastoupil jako pilot k vojenské letecké dopravě. Létal s nákladními letadly během nočního leteckého zásobování obležené Malty. Následně byl přiřazen k nově zformované 511. dopravní peruti, která měla sloužit pro přepravu důležitých osobností.
Na konci června 1943 dostal Prchal rozkaz dopravit polského generála Sikorského z inspekční cesty po Středním východě do Velké Británie. Dne 3. července přepravil Prchal generála a jeho doprovod z Káhiry do Gibraltaru. V noci 4. července ve 23:07 odstartoval Prchalem řízený Consolidated B-24 Liberator sériového čísla AL523 z gibraltarského letiště. Šestnáct sekund po startu se letoun zřítil do moře. Ze 17 osob na palubě jich 16 zahynulo, včetně generála Sikorského. Přežil jedině první pilot Prchal, který byl po nárazu v bezvědomí vymrštěn z kabiny a posléze vytažen z moře záchranným člunem. V nemocnici strávil dva měsíce. Vyšetřování uvedlo jako příčinu nehody zablokování výškového kormidla.
Po vyléčení se vrátil ke službě u 511. perutě. Dne 3. září 1943 se oženil s Dolores Šperkovou, zpravodajskou důstojnicí WAAF.

### Emigrace a závěr života
Po skončení války se Prchal s rodinou vrátil do vlasti a po odchodu do zálohy nastoupil na počátku roku 1946 k Československým aeroliniím. Zde vykonával funkce šéfpilota, zkušebního pilota a instruktora. Dne 27. května 1946 pilotoval první obchodní let ČSA s letadlem DC-3 zvaným Dakota. Byl to zahajovací let provozu na trase Praha-Amsterodam. Po převratu v únoru 1948 začal uvažovat o emigraci. Spolu se svými kolegy a bývalými spolubojovníky z 310. perutě Josefem Řechkou a Janem Kauckým naplánoval útěk letadlem. Vhodná příležitost nastala 30. září 1950. Zkušební komisař Kaucký obešel bezpečnostní předpisy a odstartoval sám k plánovanému zkušebnímu letu s dopravním letounem ČSA Douglas DC-3 imatrikulace OK-WAA. Přistál na poli u Kralup nad Vltavou, kde rychle nastoupili tam již čekající Prchal a Řechka s rodinami, celkem 8 lidí. Prchal poté přebral řízení letounu a podařilo se mu přeletět přes hranice a východní Německo až do Anglie.
Ve Velké Británii se Prchalovi nesplnily plány na pokračování kariéry vojenského nebo dopravního pilota. Roku 1952 proto odešel s rodinou do USA. Ani zde se k létání již nedostal. Usadil se v Kalifornii a od roku 1956 vyučoval češtinu na vojenské jazykové škole v Monterey. Poté pracoval v univerzitní knihovně v San José až do roku 1978, kdy odešel do důchodu. Zemřel roku 1984. Pohřben je se svou manželkou na největším válečném hřbitově Commonwealthu ve Spojeném království Brookwood Military Cemetery.
Dne 23. května 2015 byla v Dolních Břežanech slavnostně odhalena jeho pamětní deska.

## Vyznamenání
- |  |  Československý válečný kříž 1939, udělen 3×
- |  Československá medaile Za chrabrost před nepřítelem, udělena 2×
- Pamětní medaile československé armády v zahraničí , se štítky F a VB
- Defence Medal (Spojené království)
- War Medal 1939–1945 (Spojené království)
- Air Crew Europe Star (Spojené království)
- Africa Star (Spojené království)
- Československá medaile za zásluhy, I. stupeň
- Válečný kříž 1939–1945, se dvěma palmami a jednou zlatou hvězdou (Francie)
- The 1939–1945 Star with Battle of Britain Clasp
- Air Crew Europe Star with Atlantic Claps